# Pithecia rylandsi
Pithecia rylandsi és una espècie de primat del grup dels micos del Nou Món oriünda del nord de Bolívia, el sud-est del Perú i la part adjacent del Brasil. Es tracta d'una de les espècies de saqui més grosses, encara que no es disposa de mesures exactes. Fou descrita el 2014 en el marc d'una revisió de la taxonomia dels saquis. L'espècie fou anomenada en honor del primatòleg britànic Anthony Rylands.